# Чень Цинчень
Чень Цинчень (кит.: 陈清晨, нар. 23 червня 1997) — китайська бадмінтоністка, срібна призерка Олімпійських ігор 2020 року.

## Виступи на Олімпіадах
| Олімпіада  | Дисципліна    | Місце |
| ---------- | ------------- | ----- |
| Токіо 2020 | парний розряд | 2     |